# الصناعة في الصين

التلوث البيئي الذي يسببه أحد المصانع بجوار نهر يانغتسي في الصين.

تعدّ الصناعة في الصين واحدةً من أكثر القطاعات التي يعتمد عليها الصينيّون في اقتصادهم، إذ تُعتبر الصين واحدة من أكبر الدول الصناعيّة في القارة الآسيويّة والعالم، ويشكل الناتج المحلي من القطاع مقدار 72.8%؛ حيث تنتج الصناعات التحويلة سنوياً نسبة 44.1% من الناتج الإجمالي، ويأتي ذلك بعد سلسلة من الاصلاحات الاقتصاديّة التي قامت بها الحكومة لزيادة نسبة الإنتاج في القطاع بالتعاون مع العديد من الشركات التي تشرف عليها الحكومة المحليّة، وساهم ذلك في استقطاب أصحاب المشاريع الخاصّة، والمستثمرين الأجانب إلى البلاد منذ عام 1990.
هناك فضل كبير للسياسي وقائد الحزب الشيوعي دينج شياو بينج فيما آلت إليه الصناعة الصنيية، ويعزى السبب في ذلك إلى السياسة التي انتهجها في نهاية السبعينيات والثمانينيات من القرن الماضي، إذ أرسل عدداً من البعثات إلى الدول الغربية لغايات تعلم الهندسة والاقتصاد وطرق الإدارة الحديثة، وتمكنّت الصين من الانتقال من المجتمع الزراعي إلى المجتمع الصناعي البحت.
أصبحت الصين موطناً لعدد من الصناعات المهمة، ومنها: صناعة السيارات، ومعدات النقل المختلفة؛ كالقاطرات، والسكك الحديدية، والسفن، والمنتجات الاستهلاكية؛ كالأحذية، والألعاب، والإلكترونيات، وأجهزة الاتصالات السلكية واللاسلكية، وبذلك فإنها موطن صناعي عالمي.

## صناعة الطاقة والآلات
تخصص الصين مكاناً للصناعة التحويلية بين قائمة الصناعات المُمارسة فيها، حيث تُخلق كميات كافية من المعدات المتطورة؛ كمجموعات التخوين، ومعدات الطاقة النووية، وتوربينات الغاز، بالإضافة إلى معدات المعادن والأسمدة البتروكيماوية. أما فيما يتعلق بمجال صناعة الطاقة، فإن أكثر الصناعات نمواً في هذا السياق هي الصناعات الحرارية، والطاقتين المائية والنووية، إذ قُدرت القدرة الإجمالية المُصنعة للمولدات بنحو 874 مليار كيلوواط سنوياً، وتحتل المرتبة الثانية على مستوى العالم من حيث الإنتاج الكهربائي، فهي تولّد ما يفوق 3.2 تريليون كيلوواط خلال ساعة واحدة فقط.